# Circolo Gianni Bosio
Il Circolo Gianni Bosio è un'associazione culturale "per la memoria, la conoscenza critica e la presenza alternativa delle culture popolari".

## Storia
Fu fondata a Roma nel 1972, da un gruppo di studiosi e artisti dediti alla musica popolare tra cui si ricordano Alessandro Portelli, Giovanna Marini, Paolo Pietrangeli, Piero Brega, Sara Modigliani, Carlo Siliotto. 

## Attività
Il circolo ha svolto un'intensa attività di raccolta di documenti sonori legati alla vita culturale di Roma e del Lazio, trasposti in  concerti, dischi, libri e riviste come "I giorni cantati" (Bollettino di informazione e ricerca sulla cultura operaia e contadina a cura del Circolo Gianni Bosio uscito dal 1973 al 1993). Molti di questi documenti sono raccolti nelle collezioni dell'Istituto centrale per i beni sonori ed audiovisivi. Il Circolo ha anche fondato una scuola di musica le cui attività furono proseguite da Ambrogio Sparagna.